# Elecciones legislativas de Guatemala de 1959
Las elecciones legislativas de Guatemala de 1959 se llevaron a cabo el 6 de diciembre de 1959 para elegir la mitad (33) de los diputados del Congreso. Después de las elecciones el Partido Reconciliación Democrática Nacional (PRDN) ocupó 35 de los 66 escaños. La participación electoral no superó el 44,91%.

## Resultados
| Partidos y alianzas   | Votos     | %      | Escaños 1959 | Total escaños |
| --------------------- | --------- | ------ | ------------ | ------------- |
| PRDN                  | 78.763    | 25,81% | 25           | 35            |
| PRG                   | 71.682    | 23,49% | ?            | 7             |
| MDN                   | 67.615    | 22,16% | ?            | 13            |
| DCG                   | 30.358    | 09,95% | ?            | 11            |
| PUR                   | 21.173    | 6,94%  | ?            | 0             |
| PRA                   | 14.158    | 4,64%  | 0            | 0             |
| PNR                   | 7.677     | 2,52%  | 0            | 0             |
| PLAG                  | 4.255     | 1,39%  | 0            | 0             |
| PRI                   | 3.499     | 1,15%  | 0            | 0             |
| PAA                   | 3.212     | 1,05%  | 0            | 0             |
| PULN                  | 2.734     | 0,90%  | 0            | 0             |
| Total votos válidos   | 305.126   | 100%   | 33           | 66            |
| Votos inválidos/nulos | 34.370    | 10,12% |              |               |
| Participación         | 339.496   | 44,91% |              |               |
| Población registrada  | 756.000   |        |              |               |
| Habitantes            | 3.720.000 |        |              |               |
| Fuente: Nohlen 2005   |           |        |              |               |